# كولن كراوتش
كولن كراوتش (بالإنجليزية: Colin Crouch)‏ (و. 1944  م) هو عالم اجتماع، وعالم سياسة، وأستاذ جامعي بريطاني، ولد في ايزلورث، وهو عضوٌ في الأكاديمية البريطانية.

## جوائز
حصل على جوائز منها:
- زمالة الأكاديمية البريطانية.